# Монтрос (Арканзас)
Монтрос (англ. Montrose) — місто (англ. city) в США, в окрузі Ешлі штату Арканзас. Населення — 243 особи (2020).

## Географія
Монтрос розташований на висоті 38 метрів над рівнем моря за координатами 33°17′55″ пн. ш. 91°29′49″ зх. д. / 33.29861° пн. ш. 91.49694° зх. д. (33.298545, -91.496867).  За даними Бюро перепису населення США в 2010 році місто мало площу 1,19 км², уся площа — суходіл. В 2017 році площа становила 0,98 км², уся площа — суходіл.

## Демографія
Згідно з переписом 2010 року, у місті мешкали 354 особи в 154 домогосподарствах у складі 96 родин. Густота населення становила 299 осіб/км².  Було 186 помешкань (157/км²). 
Расовий склад населення:
| - 63,8 % — чорних або афроамериканців - 31,6 % — білих - 0,3 % — корінних американців - 3,7 % — осіб інших рас |

До двох чи більше рас належало 0,6 %. Іспаномовні складали 6,2 % від усіх жителів.
За віковим діапазоном населення розподілялося таким чином: 21,5 % — особи молодші 18 років, 60,1 % — особи у віці 18—64 років, 18,4 % — особи у віці 65 років та старші. Медіана віку мешканця становила 45,7 року. На 100 осіб жіночої статі у місті припадало 112,0 чоловіків;  на 100 жінок у віці від 18 років та старших — 102,9 чоловіків також старших 18 років.
Середній дохід на одне домашнє господарство  становив 34 333 долари США (медіана — 27 708), а середній дохід на одну сім'ю — 33 451 долар (медіана — 24 750). За межею бідності перебувало 39,5 % осіб, у тому числі 50,0 % дітей у віці до 18 років та 28,2 % осіб у віці 65 років та старших.
Цивільне працевлаштоване населення становило 91 осіб. Основні галузі зайнятості: публічна адміністрація — 39,6 %, сільське господарство, лісництво, риболовля — 20,9 %, освіта, охорона здоров'я та соціальна допомога — 19,8 %.
За даними перепису населення 2000 року в Монтросі проживало 526 осіб, 129 сімей, налічувалося 188 домашніх господарств і 220 житлових будинків. Середня густота населення становила близько 438 осіб на один квадратний кілометр. Расовий склад Монтроса за даними перепису розподілився таким чином: 26,24 % білих, 71,86 % — чорних або афроамериканців, 0,19 % — представників змішаних рас, 1,71 % — інших народів. Іспаномовні склали 1,90 % від усіх жителів міста.
З 188 домашніх господарств в 36,2 % — виховували дітей віком до 18 років, 45,7 % представляли собою подружні пари, які спільно проживали, в 17,6 % сімей жінки проживали без чоловіків, 30,9 % не мали сімей. 27,7 % від загального числа сімей на момент перепису жили самостійно, при цьому 13,3 % склали самотні літні люди у віці 65 років та старше. Середній розмір домашнього господарства склав 2,80 особи, а середній розмір родини — 3,45 особи.
Населення міста за віковим діапазоном за даними перепису 2000 року розподілилося таким чином: 32,3 % — жителі молодше 18 років, 9,1 % — між 18 і 24 роками, 27,4 % — від 25 до 44 років, 19,4 % — від 45 до 64 років і 11,8 % — у віці 65 років та старше. Середній вік мешканця склав 33 роки. На кожні 100 жінок в Монтросі припадало 91,3 чоловіків, у віці від 18 років та старше — 86,4 чоловіків також старше 18 років.
Середній дохід на одне домашнє господарство в місті склав 20 625 доларів США, а середній дохід на одну сім'ю — 22 361 долар. При цьому чоловіки мали середній дохід в 24 688 доларів США на рік проти 15 536 доларів середньорічного доходу у жінок. Дохід на душу населення в місті склав 10 363 долари на рік. 30,4 % від усього числа сімей в окрузі і 34,9 % від усієї чисельності населення перебувало на момент перепису населення за межею бідності, при цьому 51,0 % з них були молодші 18 років і 28,8 % — у віці 65 років та старше.